# Blastophaga intermedia
Blastophaga intermedia är en stekelart som beskrevs av Grandi 1926. Blastophaga intermedia ingår i släktet Blastophaga och familjen fikonsteklar. Inga underarter finns listade.